# Carex monodynama
Carex monodynama là một loài thực vật có hoa trong họ Cói. Loài này được (Griseb.) G.A.Wheeler mô tả khoa học đầu tiên năm 1990.